# Perilitus berryi
Perilitus berryi är en stekelart som först beskrevs av Muesebeck 1958.  Perilitus berryi ingår i släktet Perilitus och familjen bracksteklar. Inga underarter finns listade i Catalogue of Life.